# Steve Hamer
Stevie "Steve" Ray Hamer (Memphis, Tennessee, 13 de noviembre de 1973) es un exjugador de baloncesto estadounidense que jugó una única temporada en la NBA. Con 2,13 metros de estatura, lo hacía en la posición de pívot.

## Trayectoria deportiva

### Universidad
Jugó durante cuatro temporadas con los Volunteers de la Universidad de Tennessee, en las que promedió 13,6 puntos, 7,6 rebotes y 1,2 tapones por partido. En sus tres últimas temporadas fue el máximo reboteador del equipo, y posee el récord de más rebotes en un partido en un torneo de la Southeastern Conference con los 21 conseguidos ante Alabama Crimson Tide en 1996. En su primera temporada fue incluido en el mejor quinteto de novatos de la conferencia, y en 1995 y 1996 en el segundo mejor equipo global.

### Profesional
Fue elegido en trigésimo octava posición del Draft de la NBA de 1996 por Boston Celtics, donde jugó una única temporada, la peor de la historia de loc Celtics, en la que sólo consiguieron 15 victorias, actuando como suplente, y promediando 2,2 puntos y 1,7 rebotes por partido.
Al finalizar la misma el equipo renunció a sus derechos sobre el jugador.

## Estadísticas de su carrera en la NBA

### Temporada regular
| Temporada | Edad | Equipo         | Liga | P  | TIT | MIN | TC  | TCA | %TC  | 3P  | 3PA | %3P  | TL  | TLA | %TL  | R.OF. | R.DEF. | REB | ASIS | ROB | TAP | PER | FP  | PTS |
| 1996-97   | 23   | Boston Celtics | NBA  | 35 | 3   | 7.7 | 0.9 | 1.6 | .526 | 0.0 | 0.1 | .000 | 0.5 | 0.8 | .552 | 0.5   | 1.2    | 1.7 | 0.2  | 0.1 | 0.1 | 0.4 | 1.1 | 2.2 |
| Total     |      |                | NBA  | 35 | 3   | 7.7 | 0.9 | 1.6 | .526 | 0.0 | 0.1 | .000 | 0.5 | 0.8 | .552 | 0.5   | 1.2    | 1.7 | 0.2  | 0.1 | 0.1 | 0.4 | 1.1 | 2.2 |